# Ali Diarra
Ali Diarra (* 10. Januar 1988 in Abidjan) ist ein ivorischer ehemaliger Fußballspieler.

## Karriere
Ali Diarra erlernte das Fußballspielen in der Mannschaft der Académie MimoSifcom. Von 2004 bis 2007 stand er bei ASEC Mimosas unter Vertrag. Der Verein aus Abidjan spielte in der ersten Liga des Landes, der Ligue 1. 2004, 2005 und 2006 feierte er mit dem Klub die ivorische Meisterschaft. Ivorischer Pokalsieger wurde er 2005 und 2007. Die Saison  2008 spielte er bei Issia Wazy in Issia. 2009 wechselte er nach Asien. In Thailand unterschrieb er einen Vertrag beim Phuket FC. Der Verein aus Phuket spielte in der damaligen dritten Liga, der Regional League Division 2, in der Southern Region. 2010 wurde er mit dem Verein Meister und stieg in die zweite Liga auf. Nach dem Aufstieg verließ er Phuket und wechselte zu Muangthong United. Der Verein aus Pak Kret, einem nördlichen Vorort der Hauptstadt Bangkok, spielte in der ersten thailändischen Liga. Die Rückrunde 2012 wurde er an den Zweitligisten Suphanburi FC ausgeliehen. Mit dem Klub aus Suphanburi wurde man Vizemeister und stieg somit in die erste Liga auf. Direkt im Anschluss wurde er an den Zweitligisten Singhtarua FC ausgeliehen. Mit dem Bangkoker Verein wurde er wieder Meister der Liga und stieg in die erste Liga auf. Nach Ende der Ausleihe wurde er vom Singhtarua FC fest verpflichtet. 2016 wechselte er zum Ligakonkurrenten BBCU FC. Ende der Saison musste er mit BBCU in die zweite Liga absteigen. Der Drittligist Udon Thani FC aus Udon Thani verpflichtete ihn Anfang 2017. Mit Udon wurde er Vizemeister der dritten Liga in der Upper Region und stieg somit in die zweite Liga auf. Der Zweitligaabsteiger Bangkok FC nahm ihn die Saison 2018 unter Vertrag. Danach kann keine Karrierestation mehr nachgewiesen werden.

## Erfolge
ASEC Mimosas
- Ligue 1 (Elfenbeinküste): 2004, 2005, 2006
- Coupe de Côte d’Ivoire: 2005, 2007

Phuket FC
- Regional League Division 2 – South: 2010  ▲

Suphanburi FC
- Thai Premier League Division 1: 2012 (Vizemeister)  ▲

Singhtarua FC
- Thai Premier League Division 1: 2013 (Vizemeister)  ▲

Udon Thani FC
- Thai League 3 – Upper: 2017 (Vizemeister)  ▲